# دانيال فوغل
دانيال فوغل (بالإسبانية: Daniel Vogel)‏ هو لاعب كرة قدم مكسيكي، ولد في 26 فبراير 1991 في سيوداد فيكتوريا في المكسيك. لعب مع أتليتكو سان لويس.

## وصلات خارجية
- دانيال فوغل على موقع قاعدة بيانات كرة القدم.إي يو (الإنجليزية)
- دانيال فوغل على موقع Soccerway.com (الإنجليزية)